# Pugowitza
Pugowitza ist eine deutsche Literaturverfilmung der DEFA von Jürgen Brauer aus dem Jahr 1981. Sie beruht auf Alfred Wellms Roman Pugowitza oder Die silberne Schlüsseluhr.

## Handlung
Kurz vor Ende des Zweiten Weltkriegs fliehen die Menschen aus den Dörfern vor den Russen in Richtung Westen. Unter ihnen ist auch der elfjährige Junge Heinrich. Sein Vater ist im Krieg gefallen und die Mutter gerade erst verstorben. Er schließt sich einem kleinen Treck unter der Führung des alten Fischers Komarek an. Auf ihrem Weg folgt ihnen ein einbeiniger Junge, der vorgibt, im Krieg verwundet worden zu sein. Bei einer Übernachtung in einer Scheune sieht Heinrich jedoch, dass er zwei gesunde Beine hat und will Komarek vor dem „Verräter“ warnen. Eine andere Frau des Trecks hat jedoch bereits Soldaten benachrichtigt, die den jungen Mann kurze Zeit später hinrichten. Heinrich plagen Gewissensbisse, doch Komarek spricht ihn von jedem Vorwurf, den Tod des Jungen verschuldet zu haben, frei. Er nimmt Heinrich auch den Glauben an den Endsieg und die Furcht vor den Russen, mit denen er sich am Ende des Ersten Weltkriegs gar verbrüdert habe. Er lehrt ihn verschiedene Worte, darunter auch die Übersetzung des Wortes „Knopf“, „Pugowitza“.
In einem Dorf verliert Heinrich den Anschluss an die Gruppe. Anders als die Dorfbewohner flieht er nicht, sondern erwartet die Russen. Kurz zuvor hat er noch gesehen, wie Bauer Berniko sein Getreide sackweise vergraben hat. Die Russen nehmen Heinrich belustigt auf. Nur Kommandant Nikolai beschimpft Heinrich zunächst als Nazi, zumal der die rote Fahne auf dem Kirchturm abschneiden will. Erst als Nikolai bemerkt, dass Heinrich beide Elternteile verloren hat, wird er in die Gruppe der Armee aufgenommen. Er wird gebadet und in russische Kleider gesteckt. Mit Sowjetmütze und auf dem Pferd des Soldaten Mischka holt er die verängstigte Dorfbevölkerung aus den Wäldern zurück in ihre Häuser. Um Nikolai eine Freude zu machen, lässt er die Dorfbewohner rote Fahnen aufziehen und den Gutsinspektor Hopf inhaftieren, der einst gefangene Polen, die ihn bestohlen haben, geschlagen hat. Beides wird leise tadelnd rückgängig gemacht.
Die Besetzung des Dorfes ist jedoch nur von kurzer Dauer. Bald wird ein Kommunist für das Amt des Bürgermeisters gesucht, doch ist der einzige Kommunist des Dorfes längst davongegangen. Heinrich sucht nun nach Komarek, der einst für die Russen gekämpft hat. Er findet ihn, doch gibt Komarek zu bedenken, dass er kein Kommunist ist. Er ist nur ein einfacher Fischer und will das Bürgermeisteramt nicht übernehmen. Dennoch wird er von den Russen zum Bürgermeister des Dorfes ernannt. Er kann nur schlecht Reden halten und stößt mit seinem Vorstoß, von den Dorfbewohnern unter anderem Milch einzusammeln und gerecht an alle sowie die Stadtbewohner zu verteilen, auf wenig Akzeptanz. Heinrich wird als Russenfreund von den Dorfkindern geschlagen. Er freundet sich mit dem sensiblen, kunstbegeisterten Jungen Otwin an, der jedoch krank ist und wenig später verstirbt. Komarek findet seine Lieblingsbeschäftigung im Aale-Fischen und fährt oft mit Heinrich auf den See hinaus. Mehrere Räucheraale kann Heinrich in Berlin gegen Fischergarn und Haken auf dem Schwarzmarkt eintauschen und er und Komarek träumen von einer eigenen Fischerei. Komarek jedoch zieht sich langsam aus dem Dorfalltag zurück, da sein fehlendes Durchsetzungsvermögen auch den Russen zu missfallen beginnt. Eines Tages findet Heinrich unweit von Komareks Haus den verletzten Albert, der im Spanischen Bürgerkrieg aktiv war und daher nur der „Spanier“ genannt wird. Er nimmt ihn in Komareks Haus auf, in das wenig später auch die junge kriegsflüchtige Frau Kirsch kommt. Frau Kirsch und Albert verlieben sich und wollen heiraten. Gemeinsam wollen sie mit Heinrich und Komarek als Familie nach Berlin gehen, doch Komarek weigert sich, erkennt jedoch, dass er Heinrich keine gute Zukunft bieten kann. Versöhnlich richtet er eine große Verlobungsfeier für Albert und Frau Kirsch mit viel Räucheraal aus. Mitten in der Feier ist er plötzlich verschwunden. Heinrich läuft ihm nach und findet ihn auf seinem Weg aus dem Dorf. Heinrich lässt ihn weinend gehen, erhält von ihm zum Abschied jedoch eine silberne Schlüsseluhr als Andenken.

## Produktion
Pugowitza war das Regiedebüt von Kameramann Jürgen Brauer, der für den ursprünglich vorgesehenen Regisseur Heiner Carow einsprang. Die Kostüme des Films schuf Ursula Strumpf, die Bauten stammen von Dieter Adam. Der Film erlebte am 26. März 1981 im Berliner Kino International seine Premiere und lief am folgenden Tag in den Kinos der DDR an. Am 8. Mai 1983 wurde er erstmals auf DFF 1 im Fernsehen der DDR gezeigt.
Darsteller Szymon Szurmiej wurde von Kurt Böwe synchronisiert. Kurt Böwe, der im Film Gutsbesitzer Berniko spielt, wurde wiederum von Dieter Franke synchronisiert.

## Kritik
Renate Holland-Moritz nannte den Film 1981 „durchaus beeindruckend, bildkompositorisch geradezu meisterhaft. Leider ist die Diskrepanz zwischen Optik und Akustik unüberhörbar, wenn nämlich die Poesie der Bilder gelegentlich von zu lauten, ja schrillen Tönen erschlagen wird.“
Für den film-dienst war Pugowitza eine „um sorgfältige Milieudarstellung und Charakterzeichnung bemühte Literaturverfilmung, doch stilistisch uneinheitlich in der Verschmelzung von Fiktion und Realität.“

## Auszeichnung
In der DDR erhielt der Film das Prädikat „Wertvoll“.